# Day for Night (Spock's Beard)
Day for Night is het vierde studioalbum van de Amerikaanse progressive rockband Spock's Beard.
Van dit album werd het nummer Skin uitgebracht als cd-single. Op die single stonden nog 3 nummers: een aangepaste versie van The Healing Colors of Sound, Can't Get It Wrong en de track Lost Cause van het eerste solo-album van Neal Morse.
Michael Rensen beoordeelde dit album in het Duitse Rock Hard Magazine met een 10. All Music Guide kende er 4 sterren aan toe.

## Nummers
Alle muziek en teksten zijn geschreven door Neal Morse, behalve waar anders aangegeven. 
| 1.                 | Day for Night | 7:34                                |
| 2.                 | Gibberish | 4:18                                |
| 3.                 | Skin | 3:58                                |
| 4.                 | The Distance to the Sun | 5:11                                |
| 5.                 | Crack the Big Sky | 9:59                                |
| 6.                 | The Gypsy | 7:28                                |
| 7.                 | Can’t Get It Wrong (Alan Morse, Neal Morse, Nick d’Virgilio) | 4:12                                |
| 8.                 | The Healing Colors of Sound I. The Healing Colors of Sound (Part 1) II. My Shoes III. Mommy Comes Back IV. Lay It Down V. The Healing Colors of Sound (Part 2) VI. My Shoes (revisited) | 21:15 2:22 4:16 4:50 3:18 3:17 3:54 |
| 9.                 | Hurt (Dean Chamberlain) | 3:08                                |
| Totale duur: 63:49 | |                                     |

## Bandbezetting
- Neal Morse – leadzanger, piano, alle synthesizers, akoestische gitaar,  elektrische gitaar[3]
- Alan Morse – elektrisch gitaar, mellotron, zang
- Dave Meros – basgitaar, zang
- Nick D'Virgilio – drums, percussie, zang
- Ryo Okumoto – Hammond orgel, mellotron

Additionele musici
- John Garr - saxofoon (5)
- Joy Worland - Franse hoorn (7-8)
- Eric Brenton, Tom Tally, John Krovoza - orkestrale violen sessie (8)
- Byron House - dubbelsnarige bas en cello (2, 7)